# ソルカン・シラ
ソルカン・シラ（モンゴル語: Sorqan Šira）は、13世紀初頭にチンギス・カンに仕えたスルドス氏出身の千人隊長。『元朝秘史』では鎖児罕失剌、『聖武親征録』では梭魯罕失剌と記される。
若き日のテムジン（後のチンギス・カン）の命を救った事で知られ、息子のチンバイ、チラウンを始め一族はモンゴル帝国及びその後継国家において名家として尊重された。

## 概要
12世紀のモンゴル部においては、中心氏族であるボルジギン氏系の有力な氏族にキヤト氏・タイチウト氏などがあり、その他の弱小氏族にはバヤウト氏・スルドス氏などがあった。キヤト氏・タイチウト氏がモンゴル部内の主導権を争う中で、ソルカン・シラのスルドス氏はタイチウト氏に隷属し、辛うじて存続する状態にあった。

### ソルカン・シラの功績
12世紀末、父イェスゲイの急死により幼くしてキヤト氏の長となったテムジンは、モンゴル部内の主導権を欲するタイチウト氏により命を狙われるようになった。ある時、タイチウト氏のタルグタイ・キリルトク率いる一団はテムジンの家を襲撃し、テムジンは家族を逃がしたものの自らは捕まってしまった。
諸史料が一致して伝える所によると、この時テムジンは脱走を図ったがタイチウトの追っ手に追いつかれ、オノン川林中の水たまりに伏せて隠れた。しかしタイチウトの追っ手の一人、スルドス氏のソルカン・シラはテムジンを見つけるとその境遇に同情し、仲間には報告せず違う場所を捜すよう提案したため、テムジンはタイチウトの追跡から逃れることができた。危急を逃れたテムジンは一時ソルカン・シラの家に匿われたが、そこにもタイチウトの追っ手がやってきた。そこでテムジンはソルカン・シラの家で羊毛を積んだ車の中に隠され、ここでもタイチウトの追っ手から逃れることができた、という。
タイチウトの追っ手が去った後、ソルカン・シラはテムジンの旅装を整え送り出し、テムジンは無事家族の下に帰還することができた。若い頃命を救ってくれたソルカン・シラとその一族に対し、チンギス・カン（テムジン）は後々まで感謝の意を忘れず、「最大限の名誉、尊敬を与えた」という。但し、ソルカン・シラがテムジンを送り出す際に最低限の旅装しか準備せず、鞍や火打ち石などを与えなかったことは、諸史料において特筆されるこのソルカン・シラの功業物語における瑕疵とされている。

### チンギス・カンへの帰順
テムジンがタイチウト追っ手から逃れた後もソルカン・シラは引き続きタイチウトに仕えていたが、1290年代始めにはベスト部のジェベやジャライル部のジョチ・チャウルカンらとともにチンギス・カンの下へと帰順した。
『元朝秘史』によると、この時チンギス・カンが「何故もっと早く私の下に帰順しなかったのか」と問うた所、ソルカン・シラは「拙速にタイチウトの下を離れた場合、私の家族に害が及ぶと考えられたからで、時期を選んで馳せ参じたのです」と答えたという。
1206年、モンゴル高原の統一とモンゴル帝国（イェケ・モンゴル・ウルス）建国を成し遂げたチンギス・カンによってソルカン・シラは千人隊長に任ぜられた。『元朝秘史』の功臣表では27位に列せられている。これ以後のソルカン・シラの動向は不明である。

## スルドス部ソルカン・シラ家
- 千人隊長ソルカン・シラ（Sorqan Šira ＞鎖児罕失剌/suŏérhǎnshīlà,سورغان شيره/Sūrghān Shīra）
  - チラウン・バートル（Čila'un ba'atur ＞赤老温/chìlǎowēn,چيلاوغان بهادر/Chīlāūghān bahādur）
    - スドン・ノヤン（Sudon noyan ＞宿敦/sùdūn,سدون نویان/Sudūn Nūyān）
      - カジュダル（Qajudar ＞قاجودر/Qājūdar）
      - サルタク・ノヤン（Sartaq noyan ＞سرتاق نویان/Sartāq Nūyān）
      - 万人隊長ブルジャ（Burja ＞بورجه/Būrja）
      - 極位御家人スンジャク・ノヤン（Sunjaq noyan ＞سونجاق نویان/Sūnjāq Nūyān）
      - トダン（Tudan ＞تودان/Tūdān）
        - マリク（Malik ＞ملك）
          - 万人隊長チュバン（Čuban ＞出班/chūbān,جوبان/Jūbān）
            - アミール・ハサン（Amīr Ḥasan ＞أمير حسن）
            - テムル・タシュ（Temür taš ＞أمير تیمور تاش/Amīr tīmūr Tāsh）
              - シャイフ・ハサン（Shaykh ḥasan ＞شیخ حسن）
              - マリク・アシュラフ（Malek Ashraf ＞ملک اشرف）

            - ダムシャク・ホージャ（Damshaq noyan ＞خواجه نویان）
            - シャイフ・マフムード（Shaikh Maḥmūd ＞شيخ محمود）

    - アラカン（Alaqan ＞阿剌罕/ālàhǎn）
      - ソグドゥ（Soγudu ＞鎖兀都/suŏwùdōu）
        - タングタイ（Tangγutai ＞唐古䚟/tánggŭdǎi）
          - ガインドゥバル（Gaindu-dpal ＞健都班/jiàndōubān）

    - ナドル・ビチクチ（Nadr ＞納図児/nàtúér）
      - チャラン（Čalan ＞察剌/chálà）
        - ウクナ（Uquna ＞忽訥/hūnè）
          - トク・テムル（Toq temür ＞脱帖穆耳/tuōtièmùěr）
            - オルク・ブカ（Örüg buqa ＞月魯不花/yuèlǔbùhuā）

  - チンバイ（Čimbai ＞沈伯/shĕnbǎi）